# Auchenisa dukei
Auchenisa dukei är en fjärilsart som beskrevs av Elliot C.G. Pinhey 1968. Auchenisa dukei ingår i släktet Auchenisa och familjen nattflyn. Inga underarter finns listade i Catalogue of Life.